# Brasilia-Ratte
Die Brasilia-Ratte (Microakodontomys transitorius) ist eine in Südamerika lebende Nagetierart aus der Gruppe der Neuweltmäuse.
Diese Art ist nur von einem Exemplar mit beschädigtem Schädel bekannt, das 1991 in der Nähe von Brasília gefunden wurde. Der Fundort war Buschland in 1100 Meter Höhe.
Das Tier erreichte eine Kopfrumpflänge von 7 Zentimetern und hatte einen 9 Zentimeter langen Schwanz. Sein langes Fell war bräunlich gefärbt, an der Schnauze befand sich ein schwarzer Streifen und der Bauch war weißlich. Charakteristisch waren die langgestreckte Schnauze und die großen Hinterfüße.
Aus dem Körperbau lässt sich schließen, dass dieses Nagetier sowohl am Boden als auch in den Bäumen lebt und sich vermutlich von Pflanzen ernährt. Obwohl die Region gründlich abgesucht wurde, wurden keine weiteren Tiere gefunden, was möglicherweise darauf schließen lässt, dass die Art selten ist. 
Die systematische Einordnung der Brasilia-Ratte ist unklar. Da nur ein beschädigtes Exemplar vorhanden ist, sind keine genauen Rückschlüsse möglich. Vermutlich ist sie eng mit den Zwergreisratten (Oligoryzomys) verwandt und könnte sogar in diese Gattung eingegliedert werden.

## Weblink
- Microakodontomys transitorius in der Roten Liste gefährdeter Arten der IUCN 2013.2. Eingestellt von: Marinho-Filho, J. & Vieira, E., 2009. Abgerufen am 22. Dezember 2013.